# دو مرد در شهر (فیلم ۲۰۱۴)
دو مرد در شهر (به انگلیسی: Two Men in Town) فیلمی محصول سال ۲۰۱۴ و به کارگردانی رشید بوشارب است. در این فیلم بازیگرانی همچون فارست ویتاکر، هاروی کایتل، الن برستین، لوئیس گازمن، برندا بلتین، دولورس اردیا و تیم گونی ایفای نقش کرده‌اند.